# Kristýna Plíšková
Kristýna Plíšková (Louny, República Checa, 21 de marzo de 1992) es una jugadora de tenis checa. Su mejor clasificación WTA es la número 58 del mundo, la cual alcanzó el 16 de enero de 2017. En dobles alcanzó número 51 del mundo, que llegó el 15 de septiembre de 2014. Hasta la fecha, ha ganado diez individuales y ocho títulos de dobles en el ITF tour. Plíšková ganó el Campeonato Júnior de Wimbledon 2010, superando a Sachie Ishizu 6-3, 4-6, 6-4, mientras que su hermana gemela Karolína ganó el Campeonato Júnior del Abierto de Australia 2010.

## Vida personal
Desde finales del 2020, mantiene una relación con el futbolista eslovaco Dávid Hancko, en julio de 2021 se casaron, el 6 de  Diciembre del mismo año anunciaron que estaban esperando a su primer hijo, el cual el 31 de mayo de 2022 anunciaron en sus redes sociales el nacimiento de su hijo, al cual le pusieron el nombre de Adamko.

## Títulos WTA (6; 1+5)

### Individual (1)
| Leyenda                    |
| Grand Slam (0)             |
| WTA Tour Championships (0) |
| Premier Mandatory (0)      |
| Premier 5 (0)              |
| Premier (0)                |
| International (1)          |

| N.º | Fecha                | Torneo   | Superficie | Oponente en la final | Resultado     |
| 1.  | 1 de octubre de 2016 | Tashkent | Dura       | Nao Hibino           | 6-3, 2-6, 6-3 |

#### Finalista (1)
| N.º | Fecha             | Torneo | Superficie    | Oponente en la final | Resultado     |
| 1.  | 6 de mayo de 2017 | Praga  | Tierra batida | Mona Barthel         | 6-2, 5-7, 2-6 |

### Dobles (5)
| Leyenda                    |
| Grand Slam (0)             |
| WTA Tour Championships (0) |
| Premier Mandatory (0)      |
| Premier 5 (0)              |
| Premier (0)                |
| International (5)          |

| N.º | Fecha                    | Torneo      | Superficie    | Pareja            | Oponentes en la final                    | Resultado         |
| --- | ------------------------ | ----------- | ------------- | ----------------- | ---------------------------------------- | ----------------- |
| 1.  | 13 de octubre de 2013    | Linz        | Dura          | Karolína Plíšková | Gabriela Dabrowski Alicja Rosolska       | 7-6(6), 6-4       |
| 2.  | 13 de julio de 2014      | Bad Gastein | Tierra batida | Karolína Plíšková | Andreja Klepač María Teresa Torró        | 4-6, 6-3, [10-6]  |
| 3.  | 14 de septiembre de 2014 | Hong Kong   | Dura          | Karolína Plíšková | Patricia Mayr-Achleitner Arina Rodionova | 6-2, 2-6, [12-10] |
| 4.  | 21 de julio de 2019      | Bucarest    | Tierra batida | Viktória Kužmová  | Jaqueline Cristian Elena-Gabriela Ruse   | 6-4, 7-6(3)       |
| 5.  | 16 de agosto de 2020     | Praga       | Tierra batida | Lucie Hradecká    | Monica Niculescu Ioana Raluca Olaru      | 6-2, 6-2          |

#### Finalista (1)
| N.º | Fecha               | Torneo  | Superficie    | Pareja            | Oponentes en la final               | Resultado        |
| --- | ------------------- | ------- | ------------- | ----------------- | ----------------------------------- | ---------------- |
| 1.  | 13 de julio de 2013 | Palermo | Tierra batida | Karolína Plíšková | Kristina Mladenovic Katarzyna Piter | 1-6, 7-5, [8-10] |

## Títulos WTA 125s
| Leyenda  | Individuales | Dobles |
| -------- | ------------ | ------ |
| WTA 125s | 1            | 0      |

| N.º | Fecha                    | Torneo | Superficie | Oponentes   | Resultado          |
| --- | ------------------------ | ------ | ---------- | ----------- | ------------------ |
| 1.  | 11 de septiembre de 2016 | Dalian | Dura       | Misa Eguchi | 7-5, 4-6, 2-5 ret. |

## Circuito ITF individuales, finales (9–5)
| Leyenda          |
| ---------------- |
| Torneos $100 000 |
| Torneos $75 000  |
| Torneos $50 000  |
| Torneos $25 000  |
| Torneos $10 000  |

| Finales por superficie |
| ---------------------- |
| Dura (5–5)             |
| Arcilla (1–1)          |
| Césped (2–1)           |
| Moqueta (1–0)          |

| Resultado   | N.º | Fecha                 | Torneos                       | Superficie | Oponentes           | Resultado               |
| ----------- | --- | --------------------- | ----------------------------- | ---------- | ------------------- | ----------------------- |
| Subcampeona | 1.  | 16 de agosto de 2009  | Pesaro, Italia                | Arcilla    | Anastasia Grymalska | 6–2, 1–6, 2–6           |
| Campeona    | 1.  | 16 de mayo de 2010    | Kurume, Japón                 | Arcilla    | Karolína Plíšková   | 5–7, 6–2, 6–0           |
| Subcampeona | 2.  | 13 de febrero de 2011 | Rancho Mirage, Estados Unidos | Dura       | Ashley Weinhold     | 3–6, 6–3, 5–7           |
| Campeona    | 2.  | 23 de enero de 2012   | Andrézieux-Bouthéon, Francia  | Dura (i)   | Anna Remondina      | 6–2, 6–2                |
| Subcampeona | 3.  | 30 de enero de 2012   | Grenoble, Francia             | Dura (i)   | Karolína Plíšková   | 6–7(11–13), 6–7(6–8)    |
| Campeona    | 3.  | 14 de octubre de 2013 | Limoges, Francia              | Dura (i)   | Tamira Paszek       | 3-6, 6-3, 6-2           |
| Subcampeona | 4.  | 28 de octubre de 2013 | Barnstaple, Reino Unido       | Dura (i)   | Marta Sirotkina     | 7-6(7–5), 3-6, 6-7(6–8) |
| Campeona    | 4.  | 3 de marzo de 2014    | Preston, Reino Unido          | Dura (i)   | Çağla Büyükakçay    | 6-3, 7-6(7–4)           |
| Subcampeona | 5.  | 5 de mayo de 2014     | Fukuoka, Japón                | Césped     | Naomi Broady        | 7-5, 3-6, 4-6           |
| Campeona    | 5.  | 2 de junio de 2014    | Nottingham, Reino Unido       | Césped     | Zarina Dias         | 6-2, 3-6, 6-4           |
| Campeona    | 6.  | 8 de febrero de 2015  | Glasgow, Reino Unido          | Dura (i)   | Ana Bogdan          | 6–2, 6–2                |
| Campeona    | 7.  | 6 de abril de 2015    | Barnstaple, Reino Unido       | Dura (i)   | Nina Zander         | 6–3, 6–2                |
| Subcampeona | 6.  | 20 de abril de 2015   | Estambul, Turquía             | Dura       | Shahar Pe'er        | 6–1, 6–7(4), 5–7        |
| Campeona    | 8.  | 4 de mayo de 2015     | Fukuoka, Japón                | Césped     | Nao Hibino          | 7–5, 6–4                |
| Subcampeona | 7.  | 19 de octubre de 2015 | Joué-lès-Tours, Francia       | Dura (i)   | Olga Fridman        | 2–6, 6–3, 1–6           |
| Campeona    | 9.  | 28 de febrero de 2016 | Kreuzlingen, Suiza            | Carpet (i) | Amra Sadiković      | 7–6(4), 7–6(3)          |

### Circuito ITF dobles, finales (7–5)
| Leyenda             |
| ------------------- |
| Torneos de $100 000 |
| Torneos de $75 000  |
| Torneos de $50 000  |
| Torneos de $25 000  |
| Torneos de $10 000  |

| Finales por superficie |
| ---------------------- |
| Dura (6–4)             |
| Arcilla (0–1)          |
| Césped (0–0)           |
| Moqueta (1–0)          |

| Resultado   | N.º | Fecha                    | Torneos                       | Superficie   | Compañera           | Oponentes                             | Resultado              |
| ----------- | --- | ------------------------ | ----------------------------- | ------------ | ------------------- | ------------------------------------- | ---------------------- |
| Subcampeona | 1.  | 16 de mayo de 2010       | Kurume, Japón                 | Arcilla      | Karolína Plíšková   | Sun Shengnan Xu Yifan                 | 0–6, 3–6               |
| Campeona    | 1.  | 13 de febrero de 2011    | Rancho Mirage, Estados Unidos | Dura         | Karolína Plíšková   | Nadezhda Guskova Sandra Zaniewska     | 6–7(6–8), 6–1, 6–4     |
| Campeona    | 2.  | 7 de agosto de 2011      | Vancouver, Canadá             | Dura         | Karolína Plíšková   | Jamie Hampton Noppawan Lertcheewakarn | 5–7, 6–2, 6–4          |
| Subcampeona | 2.  | 6 de noviembre de 2011   | Taipéi 5, Taiwán              | Dura         | Karolína Plíšková   | Chan Yung-jan Zheng Jie               | 6–7(5–7), 7–5, 3–6     |
| Subcampeona | 3.  | 20 de noviembre de 2011  | Bratislava, Eslovaquia        | Dura         | Karolína Plíšková   | Naomi Broady Kristina Mladenovic      | 7–5, 4–6, [2–10]       |
| Campeona    | 3.  | 23 de enero de 2012      | Andrézieux-Bouthéon, Francia  | Dura (i)     | Karolína Plíšková   | Julie Coin Eva Hrdinová               | 6–4, 4–6, [10–5]       |
| Campeona    | 4.  | 30 de enero de 2012      | Grenoble, Francia             | Dura (i)     | Karolína Plíšková   | Valentyna Ivajnenko Maryna Zanevska   | 6–1, 6–3               |
| Subcampeona | 4.  | 17 de septiembre de 2012 | Shrewsbury, Reino Unido       | Dura (i)     | Karolína Plíšková   | Vesna Dolonc Stefanie Vögele          | 1–6, 7–6(7–3), [13–15] |
| Campeona    | 5.  | 12 de noviembre de 2012  | Zawada, Polonia               | Alfombra (i) | Karolína Plíšková   | Kristina Barrois Sandra Klemenschits  | 6–3, 6–1               |
| Campeona    | 6.  | 28 de octubre de 2013    | Barnstaple, Reino Unido       | Dura (i)     | Naomi Broady        | Raluca Olaru Tamira Paszek            | 6-3, 3-6, [10-5]       |
| Subcampeona | 5.  | 21 de abril de 2014      | Seúl, Corea del Sur           | Dura         | Irena Pavlovic      | Chan Chin-wei Chuang Chia-jung        | 4-6, 3-6               |
| Campeona    | 7.  | 16 de julio de 2016      | Stockton, Estados Unidos      | Dura         | Alison Van Uytvanck | Robin Anderson Maegan Manasse         | 6–2, 6–3               |

## Clasificación en torneos del Grand Slam

### Individual
| Torneos                   | 2011 | 2012 | 2013 | 2014 | 2015 | 2016 | 2017 | G–P  |
| ------------------------- | ---- | ---- | ---- | ---- | ---- | ---- | ---- | ---- |
| Grand Slam                |      |      |      |      |      |      |      |      |
| Abierto de Australia      | Q1   | Q1   | 2R   | Q2   | Q1   | 2R   | 3R   | 4–3  |
| Roland Garros             | Q1   | Q1   | 1R   | Q1   | Q1   | 1R   |      | 0–2  |
| Wimbledon                 | 1R   | 2R   | 1R   | 1R   | 3R   | 1R   |      | 3–6  |
| Abierto de Estados Unidos | Q3   | 2R   | Q2   | 1R   | Q1   | Q2   |      | 1–2  |
| G–P                       | 0–1  | 2–2  | 1-3  | 0-2  | 2-1  | 1-3  | 2-1  | 8-13 |